# Iridopsis subapicata
Iridopsis subapicata là một loài bướm đêm trong họ Geometridae.